# Aritum
Aritum – tarcza mezopotamska stosowana w 2 połowie 3 tysiąclecia p.n.e.